# Наньюки
Нанью́ки (суахили Nanyuki) — город в провинции Рифт-Валли, Кения. Административный центр округа Лайкипиа. В 1999 году в городе проживало 31 577 человек. Населённый пункт основан в 1907 году британскими поселенцами. Есть аэропорт Наньюки, отели Джаскаки, Джамбо Хаус и Наньюки Ривер Лодж[значимость факта?].
В городе располагается военная база британской армии.